# Les Vans
Les Vans é uma comuna francesa na região administrativa de Auvérnia-Ródano-Alpes, no departamento de Ardèche. Estende-se por uma área de 31,09 km². Em 2010 a comuna tinha 2 721 habitantes (densidade: 87,5 hab./km²).